# Сидоренко, Денис Владимирович
Денис Владимирович Сидоренко (бел. Дзяніс Уладзіміравіч Сідарэнка; 10 марта 1976, Минск, СССР — 24 июня 2024, Минск) — белорусский дипломат. Чрезвычайный и Полномочный Посол Беларуси в Германии (2016—2024).

## Биография
Родился 10 марта 1976 года в Минске.
В 1998 году окончил с отличием Белорусский государственный университет по специальности международные отношения. Имел диплом Международной программы политических и социальных наук Института политических наук Парижа (1996—1997).
- 1998—2002 гг. — сотрудник управления общеевропейского сотрудничества, департамента Европы МИД Беларуси
- 2002—2005 гг. — заместитель главы Постоянной делегации Республики Беларуси в ОБСЕ, Вена
- 2005—2009 гг. — начальник отдела ОБСЕ и Совета Европы МИД Беларуси
- 2009—2013 гг. — советник-посланник Посольства Республики Беларусь в Австрии/заместитель Постоянного представителя Беларуси при международных организациях в Вене
- 2013—2016 гг. — начальник управления общеевропейского сотрудничества МИД Беларуси
- С 2016 по 2024 год — Чрезвычайный и Полномочный Посол Республики Беларусь в Федеративной Республике Германия.

## Гибель
Сидоренко умер 24 июня 2024 года и был похоронен два дня спустя. Ему было 48 лет. По имеющимся данным, он покончил с собой после допроса в Комитете государственной безопасности Республики Беларусь (КГБ РБ) по возвращении в Беларусь. Однако, согласно информации белорусского оппозиционного интернет-портала Zerkalo, Сидоренко испытал сильную физическую нагрузку во время проверки на детекторе лжи в КГБ РБ. Белорусские СМИ за рубежом сообщили, что он покончил с собой, спрыгнув с высотного здания в Минске.
Белорусское новостное издание «Наша Ніва» со ссылкой на неназванные источники сообщило, что «[Сидоренко] не выходил из-под контроля полиграфов и допросов», добавив, что «в Минске говорят, что все профессиональные дипломаты, возвращающиеся из ЕС, теперь находятся под пристальным оперативным контролем спецслужб», то есть КГБ РБ.
В свою очередь, Кэтрин Брукер, временный поверенный в делах Миссии Соединённых Штатов, выступая в Постоянном совете ОБСЕ, заявила, что Сидоренко умер «при неясных и очень тревожных обстоятельствах», и она утверждала, что были «сообщения» о том, что «на его теле были обнаружены следы пыток». Однако никаких доказательств, подтверждающих эти утверждения, представлено не было.
Министерство иностранных дел Беларуси сделало заявление о смерти дипломата только после того, как он был похоронен, не назвав причину смерти. Западные СМИ сравнили обстоятельства смерти Сидоренко, выпавшего из окна, с гибелью некоторых более ранних критиков России и Беларуси, а также с не менее неожиданной смертью Владимира Макея в 2022 году.